# فايتفيل (نيويورك)
فايتفيل (بالإنجليزية: Fayetteville, New York)‏ هي بلدة تقع في الولايات المتحدة في مقاطعة أونونداغا، نيويورك. يقدر عدد سكانها بـ 4,373 نسمة ومساحتها 4.5 كم2 وترتفع عن سطح البحر 163 متر.

## التركيبة السكانية
حدّد مكتب تعداد الولايات المتحدة بيانات التركيبة السكانية لفايتفيل في تعداد الولايات المتحدة. في ما يلي، التركيبة السكانية حسب تعدادي 2000 و2010.

### تعداد عام 2000
بلغ عدد سكان فايتفيل 4,190 نسمة بحسب تعداد عام 2000، وبلغ عدد الأسر 1,830 أسرة وعدد العائلات 1,142 عائلة مقيمة في القرية. في حين سجلت الكثافة السكانية 927 نسمة لكل كيلومتر مربع (2,400.9/ميل2). وبلغ عدد الوحدات السكنية 1,901 وحدة بمتوسط كثافة قدره 420.6 لكل كيلومتر مربع (1,089.3/ميل2).
وتوزع التركيب العرقي للقرية بنسبة 95.82% من البيض و0.62% من الأمريكيين الأفارقة و0.14% من الأمريكيين الأصليين و2.41% من الأمريكيين ذوي الأصول الآسيوية و0.31% من الأعراق الأخرى و0.69% من عرقين مختلطين أو أكثر و1.15% من الهسبانيون أو اللاتينيون من أي عرق.
بلغ عدد الأسر 1,830 أسرة كانت نسبة 31.6% منها لديها أطفال تحت سن الثامنة عشر تعيش معهم، وبلغت نسبة الأزواج القاطنين مع بعضهم البعض 51.2% من أصل المجموع الكلي للأسر، ونسبة 8% من الأسر كان لديها معيلات من الإناث دون وجود شريك، بينما كانت نسبة 3.2% من الأسر لديها معيلون من الذكور دون وجود شريكة وكانت نسبة 37.6% من غير العائلات. تألفت نسبة 33.2% من أصل جميع الأسر من عدة أفراد يعيشون في نفس المنزل ونسبة 12.1% كانت تتألف من شخص يعيش بمفرده يبلغ من العمر 65 عاماً أو أكثر. وبلغ متوسط حجم الأسرة المعيشية 2.29، أما متوسط حجم العائلات فبلغ 2.94.
بلغ العمر الوسطي للسكان 40.7 عاماً. وكانت نسبة 25% من القاطنين تحت سن الثامنة عشر، وكانت نسبة 4.1% بين الثامنة عشر والرابعة والعشرين عاماً، ونسبة 28.5% كانت واقعةً في الفئة العمرية ما بين الخامسة والعشرين والرابعة والأربعين عاماً، ونسبة 26.1% كانت ما بين الخامسة والأربعين والرابعة والستين، ونسبة 16.2% كانت ضمن فئة الخامسة والستين عاماً فما فوق. يوجد لكل 100 أنثى 87.7 ذكر، ويوجد لكل 100 أنثى في الثامنة عشر من عمرها فما فوق 84.3 ذكر.
بلغ متوسط دخل الأسرة في القرية 50,598 دولارًا، أما متوسط دخل العائلة فبلغ 66,201 دولارًا. وكان متوسط دخل الذكور 52,298 دولارًا مقابل 31,011 دولارًا للإناث. وسجل دخل الفرد الخاص بالقرية 30,284 دولارًا. وكانت نسبة 1.1% من العائلات ونسبة 2.2% من السكان تحت خط الفقر، وكان من هؤلاء نسبة 0.7% تحت سن الثامنة عشر ونسبة 2.7% في الخامسة والستين من العمر وما فوق.

### تعداد عام 2010
بلغ عدد سكان فايتفيل 4,373 نسمة بحسب تعداد عام 2010، وبلغ عدد الأسر 1,912 أسرة وعدد العائلات 1,202 عائلة مقيمة في القرية. في حين سجلت الكثافة السكانية 967.5 نسمة لكل كيلومتر مربع (2,505.8/ميل2). وبلغ عدد الوحدات السكنية 2,034 وحدة بمتوسط كثافة قدره 450 لكل كيلومتر مربع (1,165.5/ميل2).
وتوزع التركيب العرقي للقرية بنسبة 93.78% من البيض و1.44% من الأمريكيين الأفارقة و0.18% من الأمريكيين الأصليين و3.02% من الأمريكيين ذوي الأصول الآسيوية و0.02% من سكان جزر المحيط الهادئ و0.23% من الأعراق الأخرى و1.33% من عرقين مختلطين أو أكثر و2.08% من الهسبانيون أو اللاتينيون من أي عرق.
بلغ عدد الأسر 1,912 أسرة كانت نسبة 28.7% منها لديها أطفال تحت سن الثامنة عشر تعيش معهم، وبلغت نسبة الأزواج القاطنين مع بعضهم البعض 50.9% من أصل المجموع الكلي للأسر، ونسبة 8.7% من الأسر كان لديها معيلات من الإناث دون وجود شريك، بينما كانت نسبة 3.2% من الأسر لديها معيلون من الذكور دون وجود شريكة وكانت نسبة 37.1% من غير العائلات. تألفت نسبة 32% من أصل جميع الأسر من عدة أفراد يعيشون في نفس المنزل ونسبة 11.8% كانت تتألف من شخص يعيش بمفرده يبلغ من العمر 65 عاماً أو أكثر. وبلغ متوسط حجم الأسرة المعيشية 2.28، أما متوسط حجم العائلات فبلغ 2.91.
بلغ العمر الوسطي للسكان 44.4 عاماً. وكانت نسبة 23.2% من القاطنين تحت سن الثامنة عشر، وكانت نسبة 5% بين الثامنة عشر والرابعة والعشرين عاماً، ونسبة 22.8% كانت واقعةً في الفئة العمرية ما بين الخامسة والعشرين والرابعة والأربعين عاماً، ونسبة 31.2% كانت ما بين الخامسة والأربعين والرابعة والستين، ونسبة 17.8% كانت ضمن فئة الخامسة والستين عاماً فما فوق. وتوزع التركيب الجنسي للسكان بنسبة 47.7% ذكور و52.3% إناث.

## أعلام
- ساندي غريفين
- كارولين برات
- كاثي كار
- هارولد إس. أوسبورن
- توم كاهيل